# Classe Tiger (pattugliatore)
Le venti motocannoniere missilistiche Typ 148 e Classe Tiger sono navi da attacco veloce della Bundesmarine tedesca, derivate dalla Classe Combattante II francesi, di cui sono una versione modificata, armate con quattro missili Exocet ed un cannone da 76mm OTO-Melara a prua. L'armamento antiaereo per la difesa di punto era costituito da quattro cannoni Bofors 40/70mm in due impianti binati. I cannoni potevano essere rimossi per essere sostituiti con posamine per otto mine.

## Servizio
In servizio dai primi anni settanta, dislocavano circa 270 tonnellate e rappresentavano un tipico esempio di unità veloce dell'epoca.
L'apparato motore era costituito da quattro motori diesel MTU MD 16V 538 TB90 dalla potenza complessiva di 8800 kW collegati a quattro assi. La velocità era di 36 nodi, con un'autonomia di 570 miglia alla velocità massima di 36 nodi e di 1600 miglia a 15 nodi.
Le unità costruite nei cantieri francesi CMN di Cherbourg e nei cantieri tedeschi Lürssen Werft di Bremen-Vegesack sono entrati in servizio nella prima metà degli anni settanta e sono state dismesse a partire dalla fine degli anni novanta.

Immagini durante il servizio con la Deutsche Marine
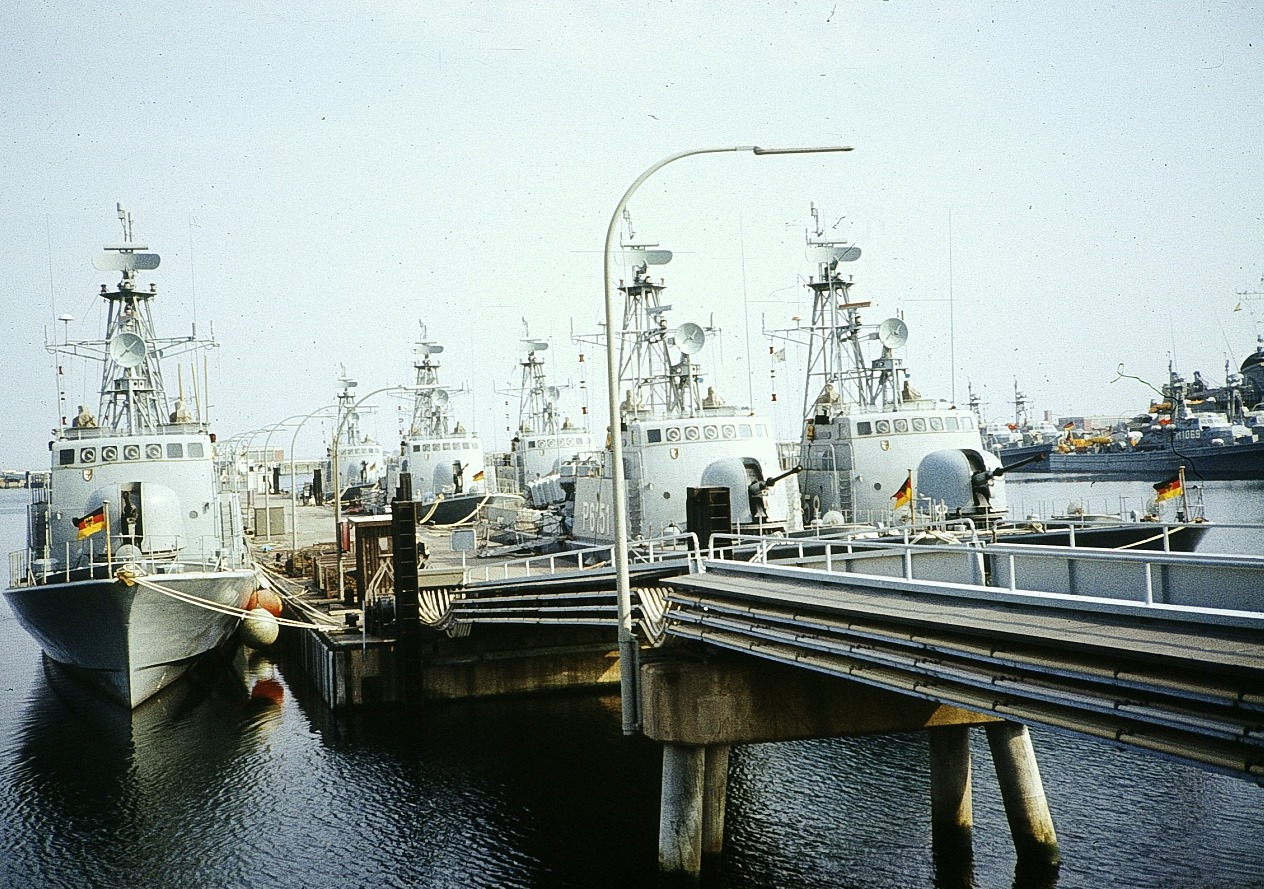
Motocannoniere Tiger della Bundesmarine nel porto di Olpenitz negli anni ottanta
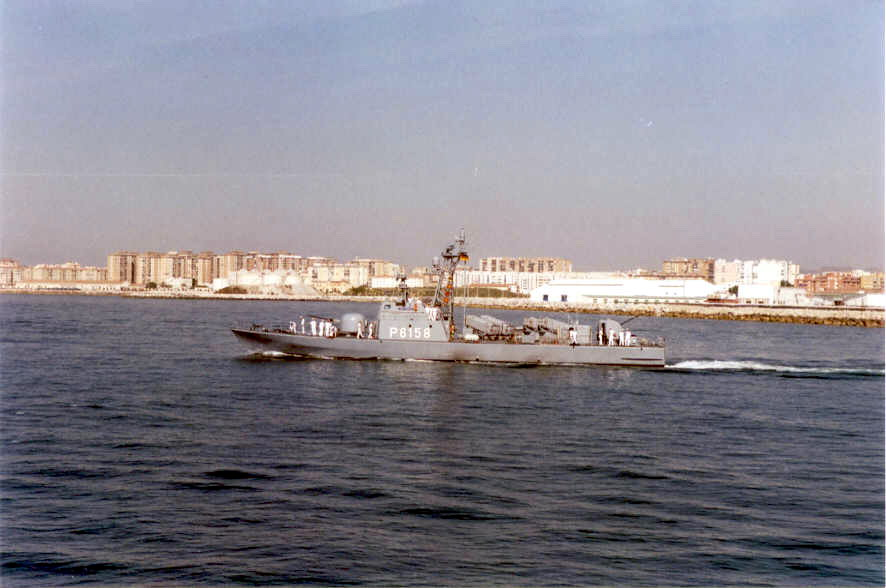
La motocannoniera Pinguin ora in attesa del destino finale

Le navi sono state riammodernate due volte nel corso della loro attività sotto la bandiera tedesca, prima nella Bundesmarine e poi nella Deutsche Marine. il primo ciclo di ammodernamenti venne effettuato tra il 1982 e il 1984 e una seconda volta tra il 1990 e il 1992, con l'ultimo ammodernamento che ha riguardato tutte le unità della classe.

## Servizio in marine estere
Le unità tedesche andate in disarmo sono state cedute a Grecia, Egitto, e Cile, tranne tre, che dopo essere andate in disarmo, sono state radiate nel 2003 e sono ormeggiate nel porto di Wilhelmshaven in attesa o di essere rivendute ad acquirenti esteri o per demolizione.

### Cile
Il Cile ha acquistato sei di queste unità, di cui due per essere cannibalizzate per fornire parti di ricambio alle altre quattro unità in servizio nell'Armada de Chile.

Immagini di Tiger della Armada de Chile
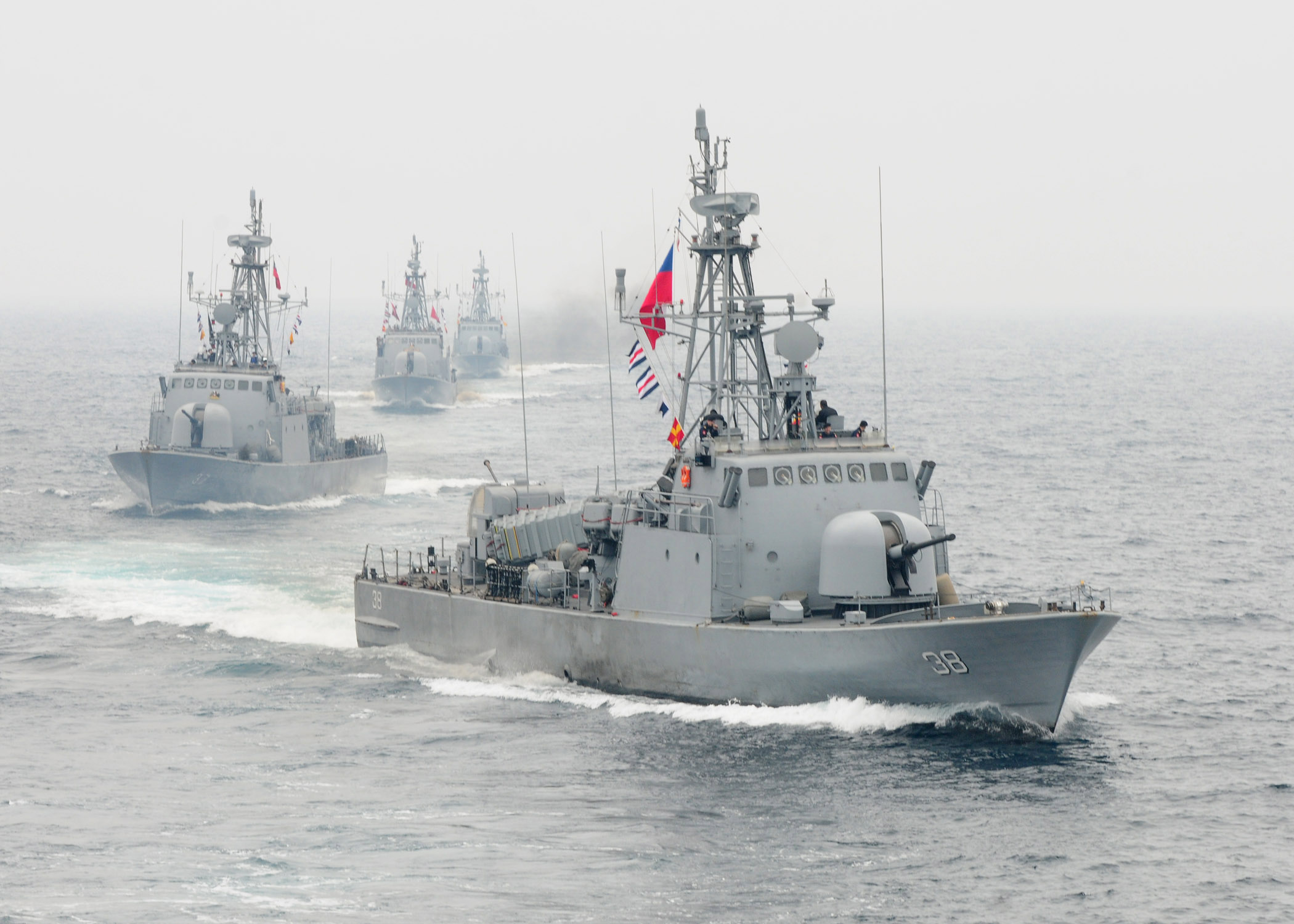
Tiger cilene in formazione: in primo piano la motocannoniera  Teniente Serrano seguita dalla motocannoniera Teniente Orella
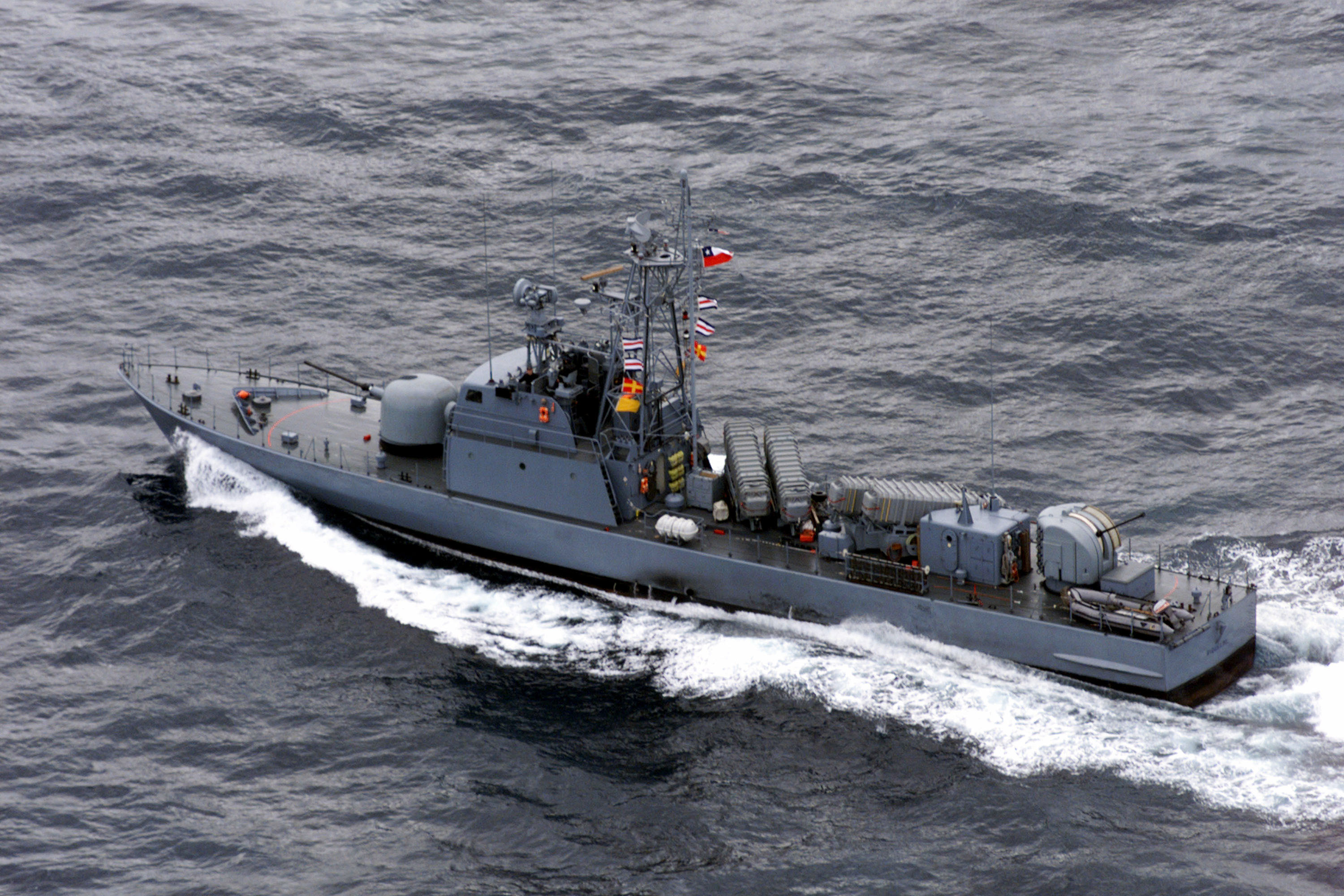
La motocannoniera missilistica Guardiamarina Riquelme al largo delle coste cilene nel 1999 durante l'esercitazione TEAMWORK SOUTH '99
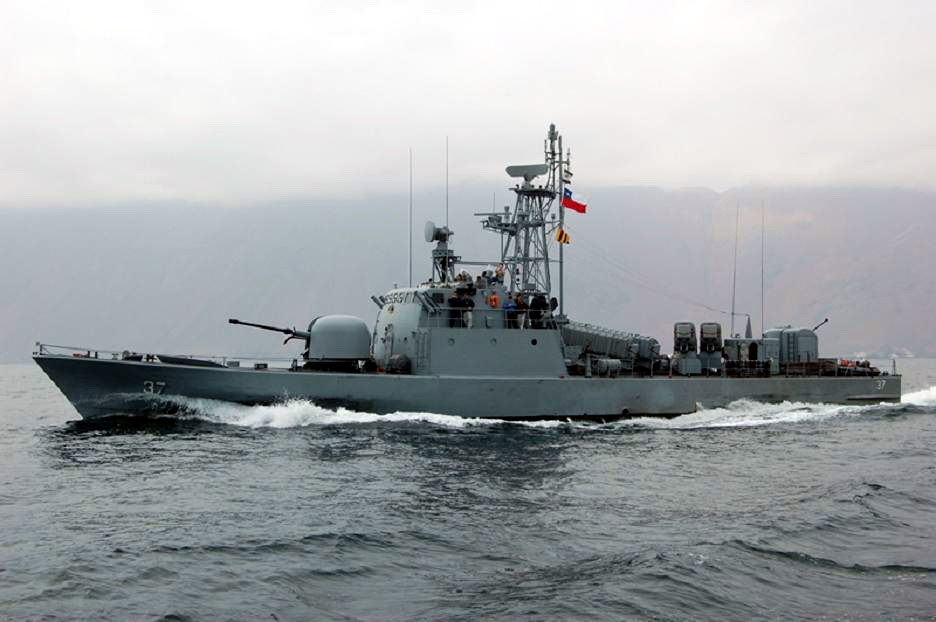
La motocannoniera Teniente Orella in servizio con la Armada de Chile

### Grecia
La Grecia ha acquistato sei di queste unità, due delle quali, dopo essere state acquistate, sono state riammodernate con nuovi sistemi ECM/ESM e sono stati sostituiti i missili francesi Exocet con missili Harpoon. Nella Marina Greca queste unità costituiscono la Classe La Combattante IIa.

### Egitto
L'Egitto ha acquistato cinque di queste unità, che sono state immesse in servizio all'inizio del nuovo millennio.

Immagini di Alk e Dommel
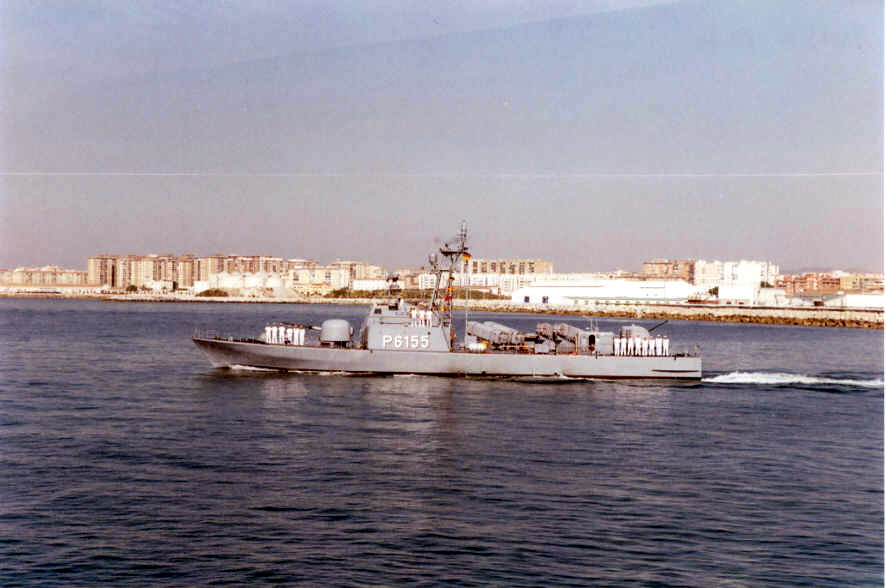
la motocannoniera Alk rivenduta all'Egitto nel 2002 e ribattezzata '23 Luglio'
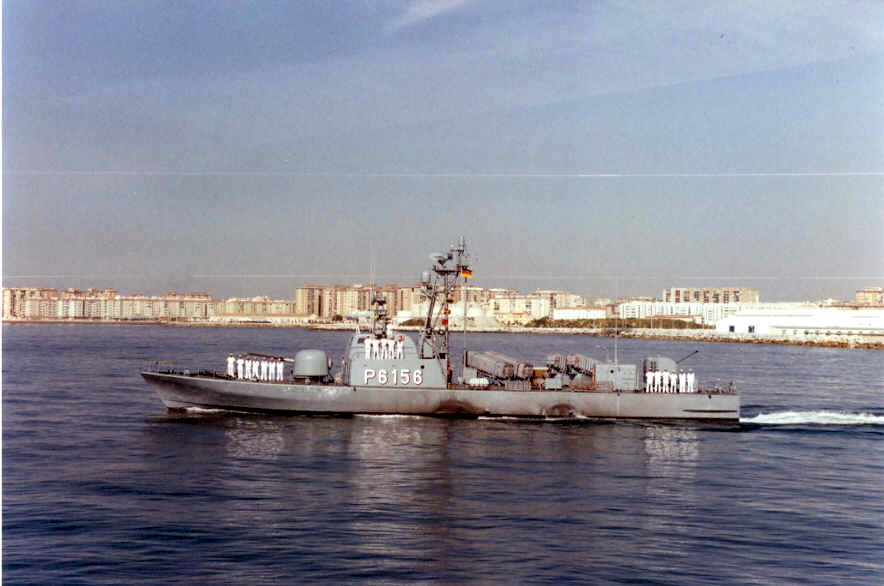
La motocannoniera Dommel rivenduta all'Egitto nel 2002 e ribattezzata '18 Giugno'

## Unità
| sigla NATO | sigla tedesca | Nome    | Call sign | cantiere         | Entrata in servizio | Disarmo           | destino finale                                                            |
| ---------- | ------------- | ------- | --------- | ---------------- | ------------------- | ----------------- | ------------------------------------------------------------------------- |
| P6141      | S 41          | Tiger   |           | CMN - Cherbourg  | 31 ottobre 1972     | 22 settembre 1998 | al Cile ribattezzato Teniente Uribe (LM-39) disarmo 15 marzo 2015         |
| P6142      | S 42          | Iltis   |           | CMN - Cherbourg  | 8 gennaio 1973      | 15 ottobre 1992   | alla Grecia ribattezzato P72 Simaiforos Votsis                            |
| P6143      | S 43          | Luchs   |           | CMN - Cherbourg  | 9 aprile 1973       | 27 agosto 1998    | al Cile per parti di ricambio                                             |
| P6144      | S 44          | Marder  |           | CMN - Cherbourg  | 14 giugno 1973      | 25 maggio 1994    | alla Grecia ribattezzato P74 Plotarhis Vlachavas                          |
| P6145      | S 45          | Leopard |           | CMN - Cherbourg  | 21 agosto 1973      | 28 settembre 2000 | alla Grecia ribattezzato P76 Ipopliarchos Tournas                         |
| P6146      | S 46          | Fuchs   |           | Lürssen - Bremen | 17 ottobre 1973     | 16 dicembre 2002  | all' Egitto ribattezzato 6 Ottobre (602)                                  |
| P6147      | S 47          | Jaguar  |           | CMN - Cherbourg  | 13 novembre 1973    | 28 settembre 2000 | alla Grecia ribattezzato P77 Plotarhis Sakipis                            |
| P6148      | S 48          | Löwe    |           | Lürssen - Bremen | 9 gennaio 1974      | 16 dicembre 2002  | all' Egitto ribattezzato 21 Ottobre (603)                                 |
| P6149      | S 49          | Wolf    |           | CMN - Cherbourg  | 26 febbraio 1974    | 27 agosto 1997    | al Cile ribattezzato Guardiamarina Riquelme (LM-36) disarmo 15 marzo 2015 |
| P6150      | S 50          | Panther |           | Lürssen - Bremen | 27 marzo 1974       | 27 settembre 2001 | radiato nel 2003                                                          |
| P6151      | S 51          | Häher   |           | CMN - Cherbourg  | 12 giugno 1974      | 24 giugno 1994    | alla Grecia ribattezzato P75 Plotarhis Maridhakis                         |
| P6152      | S 52          | Storch  |           | Lürssen - Bremen | 17 luglio 1974      | 16 novembre 1992  | alla Grecia ribattezzato P73 Antipliarchos Pezopoulos                     |
| P6153      | S 53          | Pelikan |           | CMN - Cherbourg  | 24 settembre 1974   | 4 giugno 1998     | al Cile per parti di ricambio                                             |
| P6154      | S 54          | Elster  |           | Lürssen - Bremen | 14 novembre 1974    | 27 agosto 1997    | al Cile ribattezzato Teniente Orella (LM-37) disarmo 15 dicembre 2015     |
| P6155      | S 55          | Alk     |           | CMN - Cherbourg  | 7 gennaio 1975      | 13 maggio 2002    | all' Egitto ribattezzato 23 Luglio (601)                                  |
| P6156      | S 56          | Dommel  |           | Lürssen - Bremen | 12 febbraio 1975    | 16 dicembre 2002  | all' Egitto ribattezzato 18 Giugno (604)                                  |
| P6157      | S 57          | Weihe   |           | CMN - Cherbourg  | 3 aprile 1975       | 16 dicembre 2002  | all' Egitto ribattezzato 25 Aprile (605)                                  |
| P6158      | S 58          | Pinguin |           | Lürssen - Bremen | 22 maggio 1975      | 28 giugno 2001    | radiato nel 2003                                                          |
| P6159      | S 59          | Reiher  |           | CMN - Cherbourg  | 24 giugno 1975      | 27 gennaio 2001   | radiato nel 2003                                                          |
| P6160      | S 60          | Kranich |           | Lürssen - Bremen | 6 agosto 1975       | 22 settembre 1998 | al Cile ribattezzato Teniente Serrano (LM-38) disarmo 15 dicembre 2015    |